# Tolovići
Tolovići es un pueblo perteneciente al municipio de Vitez, en el cantón de Bosnia Central, Bosnia y Herzegovina.

## Superficie
Cuenta con una superficie de 2,55 kilómetros cuadrados.

## Demografía
Hasta 2013 la población era de 145 habitantes, con una densidad de población de 56,9 habitantes por kilómetro cuadrado.
| Gráfica de evolución demográfica de Tolovići entre 1961 y 2013     |
|                                                                    |
| Datos según Population statistics of Eastern Europe & former USSR. |